# Grosser Löffler
Großer Löffler (italienska: Monte Lovello) är en bergstopp i Österrike, på gränsen till Italien. Den ligger i distriktet Schwaz och förbundslandet Tyrolen, i den västra delen av landet. Toppen på Großer Löffler är 3 379 meter över havet.
Großer Löffler är den högsta toppen i trakten.
I omgivningarna runt Großer Löffler växer i huvudsak kala bergstoppar och isformationer.